# Grzegorz Kubat
Grzegorz Kubat (ur. 28 stycznia 1957 w Bierutowie, zm. 8 czerwca 2011 w Pokoju) – polski polityk, samorządowiec, w latach 2003–2006 marszałek województwa opolskiego.

## Życiorys
Syn Mieczysława i Genowefy. Ukończył studia pedagogiczne na Uniwersytecie Opolskim. Pracował m.in. w spółce Falcon, należącej do holdingu Towarzystwa Handlu Zagranicznego „Skórimpex”. Od 1998 do 2002 zasiadał w radzie powiatu namysłowskiego. Od kwietnia do listopada 2002 zajmował stanowisko członka zarządu województwa opolskiego, następnie został powołany na wicemarszałka.
W lutym 2003 po rezygnacji Ewy Olszewskiej objął urząd marszałka województwa, który sprawował przez ponad trzy lata. W 2005 uzyskał mandat radnego Sejmiku Województwa Opolskiego (zastępując w trakcie kadencji Tomasza Garbowskiego). Po raz drugi został radnym województwa w wyborach samorządowych rok później. 1 stycznia 2007 objął stanowisko zastępcy burmistrza Namysłowa, rezygnując z zasiadania w sejmiku. W 2010 uzyskał ponownie mandat radnego powiatu namysłowskiego, którego zrzekł się, pozostając na funkcji wiceburmistrza, którą sprawował do czasu swojej śmierci.
Należał do Sojuszu Lewicy Demokratycznej, działał we władzach regionalnych tej partii. W 2003 odznaczony „Missio Reconciliationis”.
Zginął w wypadku drogowym 8 czerwca 2011. Pochowany na cmentarzu komunalnym przy ul. Jana Pawła II w Namysłowie.